# 7371 El-Baz
7371 El-Baz eller 1978 VA6 är en asteroid i huvudbältet som upptäcktes den 7 november 1978 av de båda amerikanska astronomerna Eleanor F. Helin och Schelte J. Bus vid Palomarobservatoriet. Den är uppkallad efter Farouk El-Baz.
Asteroiden har en diameter på ungefär 9 kilometer och den tillhör asteroidgruppen Themis.